# Chương Châu
Chương Châu (tiếng Trung: 漳州市 bính âm: Zhāngzhōu Shì, Hán-Việt: Chương Châu thị) là một địa cấp thị của tỉnh Phúc Kiến, Trung Quốc.
Tính đến năm 2019, địa cấp thị Chương Châu có tổng diện tích 12,880 km², diện tích khu thành phố là 377 km². Tổng dân số năm 2015 là 5 triệu người. Tổng GDP địa cấp thị năm 2016 là 312,5 tỉ nhân dân tệ, tương ứng với 47,5 tỉ USD, GDP bình quân đầu người đạt 62.196 nhân dân tệ, tương ứng với 9.364 USD, tương đương trung bình toàn quốc Trung Quốc.

## Địa lý

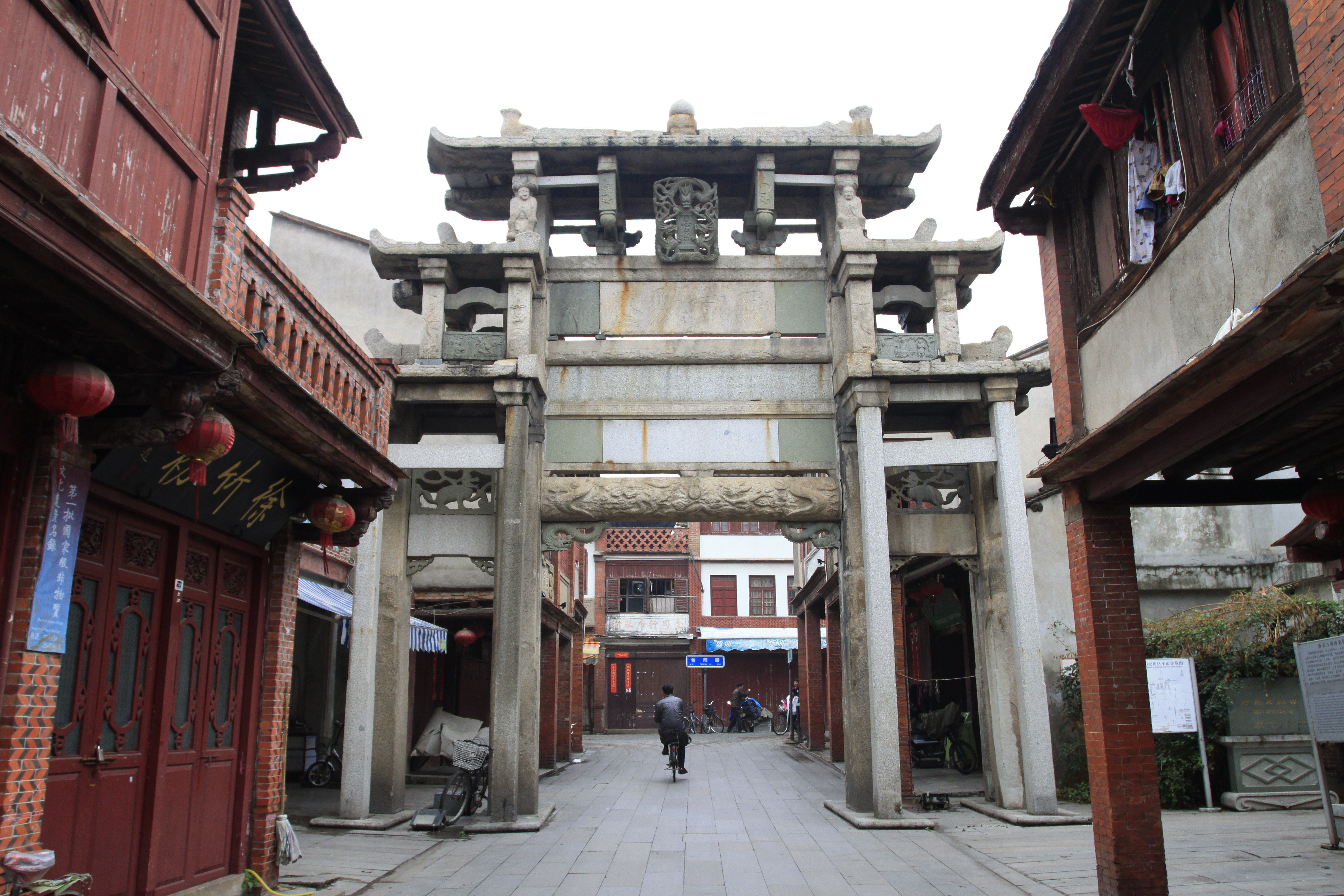
Khu phố cổ Chường Châu

Chương Châu là một địa cấp thị có nhiều ngôi đền, với những công trình kiến trúc cũ.

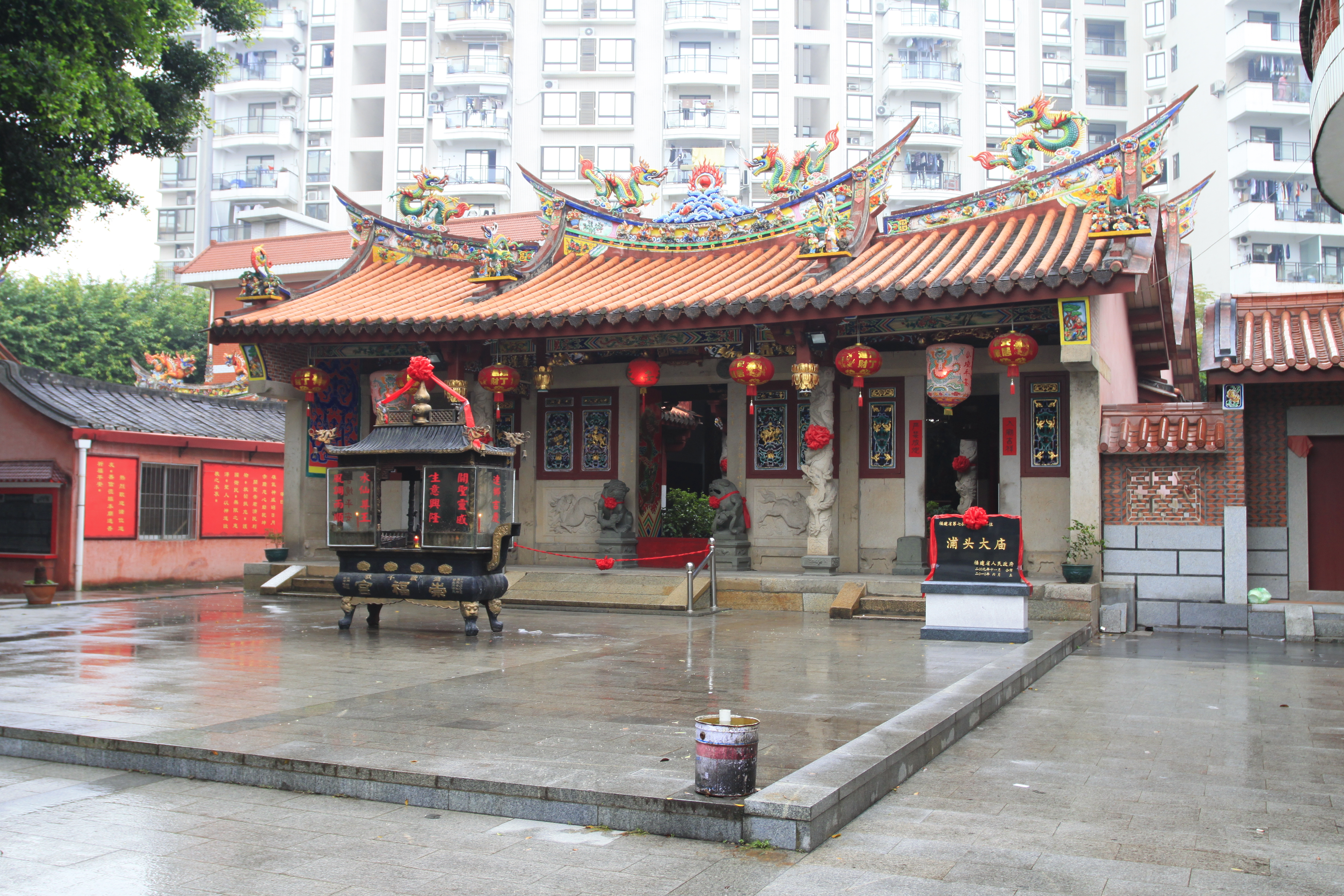
Ngôi đền Chương Châu

Ngôi đền Chương Châu.
Khu phố cổ ở Chương Châu

## Hành chính
Chương Châu được chia thành 11 đơn vị hành chính cấp huyện, bao gồm 4 quận và 7 huyện.
- Quận: Hương Thành, Long Văn, Long Hải, Trường Thái
- Huyện: Chương Phố, Vân Tiêu, Nam Tĩnh, Chiếu An, Đông Sơn, Hoa An, Bình Hòa

| Map |
| --- |
| Hương Thành Long Văn Long Hải Trường Thái Vân Tiêu Chương Phố Chiếu An Đông Sơn Nam Tĩnh Bình Hòa Hoa An Đảo Đông Đính · Chú thích: Huyện Kim Môn thuộc Đài Loan đang bị Trung Quốc đòi chủ quyền. |